# Kastanjelaan13
Kastanjelaan13 is de voormalige naam van de huidige evenementenlocatie Venue13 in Velp in de Nederlandse provincie Gelderland.
De eventlocatie Kastanjelaan13 is voortgekomen uit theater Kunsthuis 13, hetgeen een kunstenaarsinitiatief was dat een podium bood voor hedendaags theater, muziek en beeldende kunst. Kunsthuis 13 werd in 1984 opgericht door Guus Dijkhuizen, een Nederlands schrijver, publicist en galeriehouder. 
Het oorspronkelijke initiatief werd later omgedoopt in 'Kastanjelaan13' en sinds 2022 in "Venue13" en concentreert zich sinds de renovatie van het gebouw vooral op het faciliteren zakelijk en particulier georganiseerde evenementen.